# کروکتون (آریزونا)
کروکتون (به انگلیسی: Crookton) یک منطقهٔ مسکونی در ایالات متحده آمریکا است که در آریزونا واقع شده‌است. کروکتون ۱٬۷۳۷ متر بالاتر از سطح دریا واقع شده‌است.